# Matthew Brabham
Matthew Chase Brabham (Boca Raton, 25 de fevereiro de 1994) é um automobilista australiano-americano.

## Carreira
Neto do tricampeão de Fórmula 1 Jack Brabham (1926–2014) e filho de Geoff Brabham, Matthew é sobrinho de Gary Brabham (que teve passagem apagada pela F-1 em 1990, pela equipe Life) e David Brabham, também ex-piloto da categoria (competiu pelas equipes Brabham e Simtek, em 1990 e 1994). Seu irmão, Sam, também é piloto profissional de automobilismo.
Iniciou sua carreira em 2001, correndo em provas de kart na Austrália. Profissionalizou-se em 2009, competindo na Victorian Formula Ford Championship. Disputou, ainda, provas da Fórmula 3 Australiana, U.S. F2000, Pro Mazda, Indy Lights e Fórmula E.

### IndyCar Series
Em dezembro de 2015, Matthew Brabham confirmou sua participação na centésima edição das 500 Milhas de Indianápolis, assinando com a PIRTEK Team Murray apenas para a prova. Classificado em 27º lugar, tornou-se o terceiro representante da família Brabham a disputar a corrida. Porém, seu desempenho não foi satisfatório, uma vez que o australiano terminou em 22º, a uma volta do vencedor Alexander Rossi.